# Azzaro pour Homme
Azzaro pour Homme est un parfum masculin d'Azzaro, créé et sorti en 1978. Il s'agit du premier parfum masculin de la marque, jusque-là féminine.

## Création
Loris Azzaro, créateur de la marque, souhaite, pour son premier parfum masculin une senteur « pour les hommes qui aiment les femmes qui aiment les hommes ». Il existe en effet déjà une fragrance féminine, Azzaro, sorti en série limitée pour accompagner des robes, en 1975 : au départ, c'est un laboratoire de Grasse qui fabrique les 250 flacons commandés, mais devant le succès, c'est un groupe allemand, Mäurer & Wirtz, qui prend la relève et propose de créer une version masculine de l'effluve. Le couturier, plus intéressé par le travail des corps féminins, n'est d'abord pas emballé ; il déclare a posteriori : « Si l'on m'avait écouté, jamais nous n'aurions sorti un parfum pour homme », mais décide malgré tout de donner son approbation, souhaitant toutefois qu'il s'agisse d'un parfum et non d'une eau de Cologne et que celui-ci prenne une teinte ambrée, semblable au bourbon. Azzaro pour Homme, créé par les parfumeurs Gérard Anthony de Firmenich et Martin Heiddenreich, est une fragrance comportant un accord fougère ainsi qu'un fond bois et patchouli ; il est membre de la famille aromatique "fougère".
En 2000, un règlement européen relatif au musc l'oblige à modifier la formule ; la transition s'opère sous la houlette de Gericht Von Noten, déjà présent lors de l'élaboration, en 1978. Pour Gérard Delcour, PDG des parfums Loris Azzaro entre 1985 et 1990, « c'est un classique auquel il ne faut pas toucher. Il compte de nombreux fidèles ».

## Succès
Malgré le fait qu'il provienne d'une maison de couture féminine alors que la cible marketing est plus celle d'un homme « macho », Azzaro pour Homme est un succès, se plaçant en tête des ventes en France et à l'étranger pendant vingt-cinq années. L'éditeur François Guérif se souvient du parfum qu'il portait alors : « Viril, puissant et fort. Aucune ambiguïté mais il laisse une impression de fraîcheur et de confort. Il séduit, je sens bon. Je fais la différence ».

## Publicité
Le flacon, signé Pierre Dinand, « reprend les codes du moment - verre fumé ambré, typographique moderniste et architecture facettée ».

## Postérité
On compte parmi les marques influencées : 
- L'Homme de Roger & Gallet (1980)
- Drakkar Noir de Guy Laroche (1982)
- Boss d'Hugo Boss (1986)
- Polo Sport de Ralph Lauren (1994)
- Rive Gauche pour Homme d'Yves Saint Laurent (2003)
- Ice Men de Thierry Mugler (2007)